# Бонго (антилопа)
Бонго (лат. Tragelaphus eurycerus) — парнокопытное рода Лесные антилопы (Tragelaphus).

## Описание
Представители вида достигают массы 200 кг. Высота в холке — 100—130 см. Рога имеют слабо выраженную спираль, достигают более 1 метра в длину. Окраска яркая, каштаново-рыжая, с белыми полосами на боках, белыми отметинами на ногах и полулунным пятном на груди. Подвеса из волос на горле нет, вдоль хребта — жесткая короткая грива. Питается листьями деревьев, травой.

## Ареал
Бонго населяет Центральную Африку, от Сьерры-Леоне до Кении и Уганды. Среда обитания — леса с густым подлеском. Поднимаются в горы до 3000 метров над уровнем моря. Присутствуют сезонные миграции: в сухой сезон — в горные леса, в дождливый — к рекам.

## Размножение
Взрослые самцы предпочитают одиночество, самки с молодыми и телятами образуют небольшие группы. Отёл в период с декабря по январь, чаще всего рождается один телёнок.

## Охрана
Вид бонго занесён в международную Красную Книгу.